# Davey Johnstone
Pour les articles homonymes, voir Johnstone.
Davey Johnstone, né le 6 mai 1951 à Édimbourg (Écosse), est un chanteur et guitariste écossais de rock. Il est surtout connu pour avoir travaillé avec Elton John, Alice Cooper et Meat Loaf.

## Discographie

### En solo
- 1973 - Smiling Face

### Alice Cooper
- 1978 - From the Inside
- 1980 - Flush the Fashion